# Stefan Mazurkiewicz
Stefan Mazurkiewicz, poljski matematik, * 25. september 1888, Varšava, Kongresna Poljska, Ruski imperij (sedaj Poljska), † 19. junij 1945, Grodzisk Mazowiecki, Poljska.
Mazurkiewicz je deloval na področju matematične analize, topologije in verjetnosti. Njegovi najbolj znani študenti so bili: Borsuk, Knaster, Kuratowski, Saks in Zygmund. Nekaj časa je bil profesor na Univerzi v Parizu, večino svoje kariere pa je preživel kot profesor na Univerzi v Varšavi. Velja za enega vodilnih predstavnikov varšavske matematične šole.

## Življenje in delo
Rodil se je v družini odvetnika Jana (1853–1922) in Michaline, rojene Piotrowska (rojena 1864). Imel je brata Władysława (1887–1963), ki je bil pravnik in diplomat, in sestro (rojeno leta 1894). Leta 1906 je končal gimnazijo v Varšavi in opravil maturo na IV. gimnaziji v Krakovu.
Po končani srednji šoli je leta 1907 končal višji študij matematike na Filozofski fakulteti Jagelonske univerze, nato je med letoma 1907 in 1910 študiral v Münchnu, med letoma 1910 in 1912 v Göttingenu in leta 1912 v Lvovu. Doktoriral je leta 1913  na Univerzi v Lvovu z disertacijo O krivuljah zapolnjevanja kvadrata (O krzywych wypelniajacych kwadrat) pod mentorstvom Sierpińskega.
Predaval je matematiko na Univerzi v Varšavi od 1. decembra 1915, izredni profesor tega predmeta je bil od 1. aprila 1919, izredni profesor matematike na Jagelonski univerzi je bil od 4. junija 1919, redni profesor na Univerzi v Varšavi je bil od 1. oktobra 1920. V letih 1927–28, 1930–31 in 1934–35 je bil dekan Fakultete za matematiko in naravoslovje, leta 1937 pa je postal zadnji predvojni prorektor univerze. Predaval je tudi na Višji trgovski šoli in Svobodni poljski univerzi. Leta 1917 je postal član Varšavskega znanstvenega društva – v letih 1935–1945 je bil tudi njegov glavni tajnik. Od leta 1922 je bil član Poljske akademije umetnosti (PAU).
Topološki seminar, ki sta ga vodila on in Janiszewski, se je začel leta 1916 in je bil verjetno prvi na svetu v tej disciplini.
Leta 1920 je skupaj z Janiszewskim in Sierpińskim ustanovil revijo Fundamenta Mathematicae. Bil je član uredništva serije Monografie matematyczne od njenega začetka leta 1932.
Hahn-Mazurkiewiczev izrek, osnovni rezultat o krivuljah, ki ga je spodbudil pojav krivulj zapolnjevanja prostora, je poimenovan po Mazurkiewiczu in Hansu Hahnu. Njegov članek iz leta 1935 O obstoju nedekompozabilnih kontinuumov (Sur l'existence des continus indécomposables) na splošno velja za najelegantnejši del v topologiji množic točk.
Njegov pojem razsežnosti kompaktne množice je bil sedem let pred pojmom Mengerja in Urisona. Uporabil je topološke metode za teorijo funkcij in dobil močne rezultate. Njegova teorija je dala še posebej močne rezultate, ko se je uporabila za evklidsko ravnino, saj je dala globoko znanje o njeni topološki strukturi. V vrsti poznejših publikacij je Mazurkiewicz znatno prispeval k razvoju topologije z rešitvami več temeljnih problemov, ki so jih zastavili Sierpiński, Menger, Aleksandrov, Urison in drugi, s katerimi je izjemno poglobil znanje, zlasti o topološki strukturi evklidske ravnine. Pri reševanju problema, ki ga je objavil Sierpiński leta 1921 v Fundamenta Mathematicae, je na ravnini skonstruiral zaprto povezano množico, ki je vsota števne neskončnosti disjunktnih zaprtih množic (1924) in, ki ima poleg tega značilnost, da so vsi ti sumandi razen enega povezani. Poleg tega je pokazal (neodvisno od Moorea), da je na ravnini povezljivost vseh obravnavanih sumandov nemogoča, čeprav bi po rezultatu Sierpińskega morala biti mogoča v prostoru. Mazurkiewicz je pritrdilno rešil tudi problem Aleksandrova (1935) o obstoju nedekompozabilnega kontinuuma (to je tistega, ki je vsota najmanj {\displaystyle 2^{80}\!\,} podkontinuumov, ki se razlikujejo med seboj) v vsakem kontinuumu več kot ene razsežnosti. Rešil je Mengerjev problem (1929) o obstoju šibko {\displaystyle n\!\,}-razsežnih množic za vsako pozitivno celo število {\displaystyle n\!\,}, Urisonov problem (1927) o obstoju za vsako celo število {\displaystyle n>1\!\,} separabilnih polnih {\displaystyle n\!\,}-razsežnih prostorih brez povezanih podmnožic, ki vsebujejo več kot eno točko. Prav tako je pokazal (1929), da če je {\displaystyle R\!\,} območje v {\displaystyle n\!\,}-razsežnem evklidskem prostoru in je {\displaystyle E\!\,} množica {\displaystyle n-2\!\,} razsežnosti, potem je razlika {\displaystyle R-E\!\,} vedno povezana in je celo polkontinuum.
Med poljsko-sovjetsko vojno (1919–21) je Mazurkiewicz sodeloval pri razbijanju kod in izobraževanju poljskih kriptologov. Tu je služil skupaj s Sierpińskim in Leśniewskim. Že leta 1919 je razbil najpogostejšo rusko šifro za kriptološko agencijo 2. oddelka poljskega generalštaba. Zahvaljujoč temu so bili poveljniki poljske vojske seznanjeni z ukazi, ki jih je izdal štab sovjetskega poveljnika Mihaila Tuhačevskega. To je bistveno, morda odločilno, prispevalo k poljski zmagi v kritični bitki za Varšavo in morda k preživetju Poljske kot neodvisne države.
Leta 1922 je prejel pravico do spominskega znaka 1. vrhovnega poveljstva (generalnega štaba) poljske vojske.
Bil je evangeličanske reformirane vere. Leta 1924 se je v Vilenski enotnosti ločil od prve žene Kazimiere, rojene Badior. Drugič se je poročil 7. oktobra 1933 v evangeličansko reformirani cerkvi v Varšavi z Mario, rojeno Brzozowska .
Svojo knjigo o verjetnostnem računu je napisal v Varšavi med nemško okupacijo Poljske. Rokopis se je leta 1944 uničil, ko so Nemci pred umikom požgali in uničili Varšavo. Delno jo je prepisal Mazurkiewicz sam. Objavljena je bila v poljščini enajst let po njegovi smrti.
Pokopali so ga na Pokopališču Powązki v Varšavi (parcela 41-2-24,25).

## Priznanja
- komandorski križec reda obnovljene Poljske (11. november 1936)[15]